# My Child Lebensborn
My Child Lebensborn (El meu fill Lebensborn en català) és un joc de simulació social del 2018, remasteritzat el 2023, desenvolupat per Sarepta Studio i publicat per Teknopilot originalment per a iOS, Android, Windows, Nintendo Switch, PlayStation 4 i Xbox One. El jugador assumeix el paper de ser el cuidador d'un nen nascut a Noruega després de la Segona Guerra Mundial, donant-li suport en el seu creixement personal i en l'assetjament escolar que pateix la família a causa dels seus antecedents. El joc va rebre elogis per la seva representació del trauma emocional. Tant és així, que alguns crítics van assenyalar que el joc podria ser difícil de jugar donat que pot ferir la sensibilitat dels jugadors.

## Jugabilitat
A My Child Lebensborn, el jugador juga com a pare adoptiu d'un nen nascut a partir del projecte nazi Lebensborn, a Noruega, després de la Segona Guerra Mundial. El jugador ha de prendre decisions basant-se en esdeveniments fora de la pantalla (p. ex. actuar davant l'assetjament que pateix el nen a l'escola) i ajudar a tenir cura d'ells a casa (p. ex. preparar-los el menjar). Cada dia, hi ha dues unitats de temps que el jugador pot utilitzar per assegurar-se que els comptadors de "necessitat" del nen no es buiden. Al final de cada capítol del joc, el jugador veu com les seves decisions afecten el fill del jugador.

## Desenvolupament
Mentre Elin Festøy desenvolupava un documental sobre els nens de Lebensborn, va decidir centrar-se en un projecte que despertaria empatia pels nens entre un públic més ampli. Va conèixer a Catharina Bøhler, una desenvolupadora que ja estava creant un joc de criança infantil, i van crear el que Festøy va anomenar "un joc documental". A Festøy li preocupava que una pel·lícula documental versés només sobre gent gran parlant de guerra, i pensava que un videojoc funcionaria millor per mostrar la història que volien explicar. "Volem que la gent sàpiga com es van sentir aquests nens", va dir Festøy. "Volem destacar com la guerra no s'acaba fins que s'acabi l'odi. El nostre joc serà un simulador que us permetrà experimentar de primera mà com és créixer en una societat odiosa, centrada en la situació del nen enlloc de narrar el conflicte de la Segona Guerra Mundial".
El joc va estar entre la primera onada de títols de videojocs que van permetre mostrar l'esvàstica a Alemanya. Va ser finançat parcialment per una subvenció artística del govern noruec, i parcialment a través d'una campanya exitosa a Kickstarter.

## Recepció
Els crítics van comentar que el joc no era divertit de jugar a causa de la seva història fosca, però consideraven que donava lliçons importants per als jugadors i era una experiència que val la pena jugar. Colin Campbell, de Polygon, el va descriure com una "espècie de simulació de gestió de l'assetjament escolar", elogiant el joc per ser una experiència incòmode. Matthias Kreienbrink, de Der Spiegel, va assenyalar que era una experiència "en part depriment, en part il·luminadora". Simon Parkin, de The Guardian, va considerar que el joc era "feroç i inflexible", i que tot i que va tenir èxit com a retrat del temps de la història, va ser "un viatge difícil: opressiu, psicològicament extenuant i repetitiu". Emily Sowden, de Pocket Gamer, va considerar que era una experiència educativa que valia la pena pel "preu d'una tassa de cafè".
El joc va guanyar un premi BAFTA Games 2018 de la British Academy of Film and Television Arts (BAFTA) a la 15a edició dels British Academy Games Awards el 4 d'abril de 2019, com a "Joc més enllà de l'entreteniment ".
Més tard, la botiga de Google Play va bloquejar l'accés al joc a Alemanya, Àustria, Rússia i França a causa de la naturalesa sensible del seu contingut, i un portaveu de Google va dir: "Aquest joc no infringeix les nostres polítiques de contingut sensible a la majoria de països, però sí en uns quants mercats". Festøy va dir "Estem treballant per obtenir més informació de Google i només se'ns ha dit que hem estat eliminats a causa del contingut controvertit".